# 政治经济学基础知识
《政治经济学基础知识》，是《青年自学丛书》的一种，分为资本主义和社会主义部分。截止1975年6月，第一版上册共出版2452400册，下册共出版2458700册。第二版于1975年12月出版，合为一册，1994年被翻译为英文出版，定名《毛主义经济学和通往共产主义的革命道路：上海教科书》(Maoist Economics and the Revolutionary Road to Communism: The Shanghai Textbook）。